# Station Warkocz
Station Warkocz is een spoorwegstation in de Poolse plaats Warkocz.